# بني عبد السلام (أمهاجر)
بني عبد السلام هي إحدى مشيخات المملكة المغربية، تتبع جغرافيا لإقليم الدريوش وإداريًا لأمهاجر. يقدر عدد سكانها بـ 4865 نسمة حسب الإحصاء الرسمي للسكان والسكنى لسنة 2004.